# يو شو
يو شو (بالصينية: 余旭) (بالإنجليزية: Yu Xu) (بالصينية: 余 旭) ( من مواليد 1986 - تُوفيت في 12 نوفمبر 2016) وهي طيارة صينية خدمت كقائدة لسرب الطيران في فريق البرج الأول للقوات الجوية لجيش التحرير الشعبي الصيني في الأول من أغسطس.

## حياتها المُبكرة
ولدت يو شو في تشنغدو عاصمة مقاطعة سيتشوان بجنوب غرب الصين.

## تعليمها
دخلت يو الجيش كطالبة بجامعة طيران سلاح الجو في جيش التحرير الشعبي في عام 2005 ، وتخرجت في عام 2009.
تخرجت معها خمس عشرة امرأة في ذلك العام، مما جعلها من بين أول النساء اللواتي حصلن على شهادة بالطائرة المقاتلة.

## عملها
ظهرت يو شو مع الطيارين الإناث الأخريات في حفل عام 2010 CCTV وفي عام 2012 ، حصلت على شهادة الطيران في تشنغدو لطائرة تشنغدو جيه-10 وهي طائرة متطورة تعمل بمحرك واحد.

## وفاتها
توفيت يو شو خلال جلسة تدريب على الطيران في 12 نوفمبر 2016 بعد اصطدامها بالأرض، كانت الطائرة من نوعية تشنغدو جيه-10.
أفادت بعض الصحف الرسمية أن يو شو كانت غير قادرة على الخروج في الوقت المحدد من طائرتها قبل أن تصطدم بالأرض.